# Віпінг-Вотер (Небраска)
Віпінг-Вотер (англ. Weeping Water) — місто (англ. city) в США, в окрузі Кесс штату Небраска. Населення — 1029 осіб (2020).

## Географія
Віпінг-Вотер розташований за координатами 40°52′9″ пн. ш. 96°8′24″ зх. д. / 40.86917° пн. ш. 96.14000° зх. д. (40.869186, -96.140065).  За даними Бюро перепису населення США в 2010 році місто мало площу 2,51 км², уся площа — суходіл.

## Демографія
Згідно з переписом 2010 року, у місті мешкало 1050 осіб у 427 домогосподарствах у складі 274 родин. Густота населення становила 419 осіб/км².  Було 466 помешкань (186/км²).
Расовий склад населення:
| - 98,8 % — білих - 0,2 % — чорних або афроамериканців - 0,1 % — корінних американців - 0,1 % — азіатів |

До двох чи більше рас належало 0,8 %. Частка іспаномовних становила 0,7 % від усіх жителів.
За віковим діапазоном населення розподілялося таким чином: 26,3 % — особи молодші 18 років, 60,7 % — особи у віці 18—64 років, 13,0 % — особи у віці 65 років та старші. Медіана віку мешканця становила 38,0 року. На 100 осіб жіночої статі у місті припадало 96,3 чоловіків;  на 100 жінок у віці від 18 років та старших — 93,0 чоловіків також старших 18 років.
Середній дохід на одне домашнє господарство  становив 58 888 доларів США (медіана — 54 643), а середній дохід на одну сім'ю — 66 264 долари (медіана — 58 850). За межею бідності перебувало 12,1 % осіб, у тому числі 21,2 % дітей у віці до 18 років та 6,7 % осіб у віці 65 років та старших.
Цивільне працевлаштоване населення становило 592 особи. Основні галузі зайнятості: освіта, охорона здоров'я та соціальна допомога — 28,2 %, транспорт — 11,3 %, виробництво — 10,5 %, фінанси, страхування та нерухомість — 10,0 %.